# Tiroxin
A tiroxin, vagy 3,3′,5,5′-tetrajódtironin (röviden T4)  hormont a pajzsmirigy tüszősejtjei termelik. A nevét is a pajzsmirigy orvosi nevéből (glandula thyroidea) kapta.
Fő elválasztási ingere az agyalapi mirigy elülső lebenyéből érkező TSH hormon.
A T4-et a vér szállítja és a 99,95%-ban transzport-proteinekhez kötve főként  TBG-hez (thyroxine binding globulin), kisebb mértékben TBPA-hoz  (thyroxine binding prealbumin) és szérumalbuminhoz. 
A T4 a test anyagcsere folyamatainak sebességét szabályozza. Ezáltal effektálva a testhőt, a sejtosztódást(ezzel a növekedést) és az elraktározott tápanyagokat.
Ezt főleg növekedésnél és magas stresszhelyzetnél teszi. Az előbbihez nélkülöthetetlen még növekedési hormon, de a T4-nek nagy szerepe van az idegrendszer fejlődésében. Magzatkénti hiánya szellemi visszamaradottságot, kretenizmust okoz.  Az utóbbi arra utal, hogy magas stresszhelyzetben ösztönösen megnő a TSH-(pajzsmirigy serkentő hormon) elválasztása, hogy a szervezetben azonnali készenlétben legyen tápanyag nagy erőkifejtésre.
Túlzott felfokozódásánál Basedow-kór alakul ki. Ez a folyamatos erős stresszes életmód következménye. Jellegzetes ilyenkor a szem körüli zsírpárnák feldagadása, szem kidülledése és a test többi részén a jelentős lefogyás. Még egy elterjed tünet a pajzsmirig megnövése következtében egy dudor a nyakon.